# استیو (برزیل)
استیو (به پرتغالی: Esteio) یک شهرداری در برزیل است که در ریو گرانده جنوبی واقع شده‌است. استیو ۲۷٫۵۴۳ کیلومتر مربع مساحت و ۸۳٬۲۷۹ نفر جمعیت دارد و ۱۱ متر بالاتر از سطح دریا واقع شده‌است.